# Pignatelli Park
Pignatelli Park är en park i Spanien.   Den ligger i provinsen Provincia de Zaragoza och regionen Aragonien, i den nordöstra delen av landet, 270 km nordost om huvudstaden Madrid. Pignatelli Park ligger 235 meter över havet.
Terrängen runt Pignatelli Park är lite kuperad. Runt Pignatelli Park är det tätbefolkat, med 550 invånare per kvadratkilometer. Närmaste större samhälle är Zaragoza, 2,1 km norr om Pignatelli Park. Omgivningarna runt Pignatelli Park är i huvudsak ett öppet busklandskap.